# Carlo Mazza
Carlo Mazza (Lasnigo, 27 giugno 1738 – Asso, 19 novembre 1808) è stato un presbitero italiano e prevosto di Asso.
Scrisse le Memorie storiche della Vallassina (1796), documento prezioso sulla storia di questa valle e dei suoi paesini.

## Biografia
Carlo Mazza nacque a Lasnigo, allora Nasnigo, in Valassina, il 27 giugno 1738, da Giovanni Giuseppe Mazza e Barbara Boldrini.
Si interessò di storia sacra e civile, fu dottore in teologia e «lettore delle lingue orientali e diritto canonico». Venne ascritto alla congregazione degli Oblati di San Carlo Borromeo e fu rettore del collegio di Ascona, in Svizzera, e di altri seminari della stessa congregazione.
Fu eletto prevosto di Asso per concorso nel luglio 1774; rimase in questo paese fino alla morte, e i documenti dell'epoca riportano che, durante i 34 anni del suo ministero, svolse con «zelo e prudenza» la sua attività sacerdotale per il «suo dilettissimo popolo». Lì riedificò e decorò la casa prepositurale.

## Memorie storiche della Vallassina
Il titolo originale dell'opera più interessante di Carlo Mazza era Memorie storiche sopra la religione, stato civile e politico a varie epoche della Vallassina con una dissertazione preliminare sopra i più antichi di lei monumenti. Il manoscritto consta di 554 pagine, in due volumi, sebbene alcune parti siano andate perdute. In particolare, mancano un intero capitolo riguardante le «superstizioni», alla fine del primo tomo, e le tabelle delle «effemeridi meteorologiche», cioè delle misure giornaliere di temperatura e pressione effettuate dal Mazza stesso nell'arco di dodici anni.
Si riconoscono altre due calligrafie, oltre a quelle del Mazza, che appartengono a due sacerdoti che lo aiutarono a stendere il libro; correzioni e note di pugno del prevosto levano, comunque, ogni dubbio sull'autenticità di queste pagine. In prima pagina è riportato l'anno 1796, che il Mazza non cambiò mai nonostante avesse aggiunto dati relativi ad anni successivi.
A un proemio segue la descrizione della valle. Gli argomenti poi spaziano dalla descrizione dei «più antichi monumenti della Vallassina» (cippi, lapidi, ecc.) a quella delle chiese antiche della valle, corredate di piantina, passando per la storia della pieve di Asso, per i fatti «memorabili» di argomento politico, storico ed economico e per una dissertazione sul «talento», l'«industria» ed il «carattere morale dei Vallassini». Il prevosto riporta anche di un gergo particolare detto «spasello» di cui i vallassinesi si servivano per non essere capiti al di fuori della loro valle durante, ad esempio, delle trattative commerciali.
Dalle Memorie trassero spunto moltissimi autori successivi, tra i quali Ignazio Cantù, Cesare Cantù, Carlo Pianola, G. Oleotti, R. Castellazzi, Carlo Gaggiotti e Giovanni Coradazzi. A volte, si giunse a casi di vero e proprio plagio.
Si può leggere ora agevolmente l'opera grazie alla trascrizione integrale e fedele effettuata da Armando Nava nel 1984.